# Boldog (Senec)
Boldog es un municipio situado en el distrito de Senec en la región de Bratislava, Eslovaquia. Tiene una población estimada, en abril de 2023, de 523 habitantes.
Está ubicado al sureste de la región, en el valle del río Morava y cerca de la frontera con la región de Trnava y con Austria.

## Demografía
| Año        | 1994 | 2004    | 2014    | 2024     |
| ---------- | ---- | ------- | ------- | -------- |
| Población  | 405  | 413     | 449     | 529      |
| Diferencia |      | +1,97 % | +8,71 % | +17,81 % |

| Año        | 2023 | 2024    |
| ---------- | ---- | ------- |
| Población  | 527  | 529     |
| Diferencia |      | +0,37 % |